# Doña Juana la Loca
Doña Juana la Loca (český přepis: Královna Jana Šílená) je olejomalba na plátně z roku 1877 od španělského malíře Francisca Pradilly. Dnes se nachází v Museo del Prado v Madridu ve Španělsku.
Obraz byl vytvořen a odeslán z Říma a byl natolik úspěšný, že bylo nakonec vytvořeno mnoho kopií originálu. Tento obraz je příkladem španělské historické malby. Získal zlatou medaili na Národní výstavě výtvarného umění (španělsky Exposición Nacional de Bellas Artes) v roce 1878 a slavil úspěch také na Světové výstavě v Paříži v roce 1878 i na výstavě v Berlíně.
Na obraze Pradilla zobrazuje Janu I. Kastilskou, jak bdí nad rakví svého zesnulého manžela Filipa I. Kastilského. Stojí vzpřímeně s výrazem prázdnoty na své vyhublé tváři a s rukama sevřenýma podél těla. Kolem ní se shromažďují dvořané s různými výrazy tváře. Filip I. Kastilský náhle zemřel na tyfus. Obraz zobrazuje běžný rituál z jejího života, přičemž tváře dvořanů vyjadřují nudu a únavu.